# Národní park Acadia
Národní park Acadia (anglicky  Acadia National Park) je národní park na jihu státu Maine, na severovýchodě Spojených států amerických. Park leží při pobřeží Atlantského oceánu v Mainském zálivu. Součástí parku je část pobřeží, okolní ostrovy, lesy (boreální lesy zastoupené především smrky a jedlemi a listnaté lesy zastoupené duby, javory a buky), pahorkatina a žulové skály, jezera a rybníky a mokřady, marše a bažiny.
Národní park Acadia byl založený v roce 1916 a je nejstarším americkým národním parkem východně od řeky Mississippi.

## Geografie
Park se rozkládá na většině ostrova Mount Desert Island, dále na většině menšího ostrova Isle au Haut, na části ostrova Baker Island a na části poloostrova Schoodic. Součástí parku je pahorkatina Cadillac Mountain, přičemž vrchol s nadmořskou výškou 465 m je nejvyšším bodem severoamerického pobřeží.